# Мандельштам, Исай Бенедиктович
Исай Бенедиктович Мандельштам (6 мая 1885, Киев — 29 июня 1954, Алма-Ата) — русский и советский переводчик с английского, немецкого и французского языков, инженер-электрик и электротехник.

## Биография
Родился 24 апреля (по старому стилю) 1885 года в семье врача-оториноларинголога и учёного-медика, доктора медицины (1881) Бенедикта Эммануиловича Мандельштама (1852 — 29 марта 1894) и Жаннеты Иосифовны (Исаевны) Гуревич, был младшим из трёх детей. Оставшись в 1894 году без отца, воспитывался в семье ставшего его опекуном дяди — профессора и заведующего кафедрой глазных болезней Императорского университета святого Владимира в Киеве Макса Емельяновича Мандельштама. В 1903 году окончил казённую гимназию с золотой медалью. Будучи гимназистом, опубликовал стихотворные переводы в одном из киевских журналов.
В 1903 году начал обучение на кораблестроительном отделении Петербургского политехнического института. Выпускник технологического факультета Льежского университета (1908) по специальности электротехника.
С 1909 года работал в Николаеве на кораблестроительном заводе «Наваль» «Общества судостроительных, механических и литейных заводов», директором-распорядителем которого был его двоюродный брат Аким Самуилович Канегиссер (1860—1930). С 1910 года работал инженером во «Всеобщей компании электричества» в Санкт-Петербурге, где для получения правожительства поступил на юридическое отделение Петербургского университета.
В шестнадцатилетнем возрасте опубликовал свой первый перевод драмы Адольфа Фёдорова «Жажда жизни» (1901). В 1910 году выступил в печати как один из первых русских переводчиков поэзии Лилиенкрона («Вестник Европы»). В 1917 году в «Летописи» опубликовал первый перевод на русский язык «Диспута» Гейне. Переводил лирику Верлена, Бодлера, Густава Фальке, Рихарда Демеля, Отто Бирбаума, Христиана Моргенштерна, на протяжении всей жизни продолжал заниматься переводами Гейне. В 1910 году в журнале «Театр и Искусство» был опубликован его перевод пьесы Эрнста Гардта «Шут Тантрис», после чего Мандельтам был принят в Общество драматических и музыкальных писателей. В 1914 году в журнале «Вопросы философии и психологии» была напечатана статья Мандельштама «Новая теория искусства».
Арестован в ночь на первое сентября 1918 года в связи с родственными связями с поэтом Леонидом Каннегисером, застрелившим М. С. Урицкого; содержался в Дерябинских казармах, освобождён после четырёхмесячного дознания. Работал инженером-электриком в Ленинграде, сначал вновь во Всеобщей компании электричества, затем на Свирьстрое. Жил по адресу Моховая улица, 26.
В советское время в его переводах выходили произведения Гёте, Цвейга, Бальзака, Гюисманса, Франса, Келлермана, Перуца, Милля, Жюля Ромена, Флобера, Шницлера, Фаррера, Артура Конан Дойля, Прево, Вильгельма Вейтлинга, де Гобино, Бурже, Альбала, братьев Таро, Якоба Вассермана, Фромантена, Фердинанда Дюшена, Гауптмана, Проспера Мериме, Гастона Шеро, Тилье, Мюрже и других писателей, сказки «Тысяча и одной ночи». В ряде переизданий выходили его переводы пьес Шекспира («Венецианский купец», «Перикл, царь Тирский», «Юлий Цезарь», «Король Генрих VI», последний остался неопубликованным и был обнаружен в 2006 году). Переводил также стихотворения А. С. Пушкина на немецкий язык.
В 1920 году начал сотрудничать в издательстве «Всемирная литература», для которого перевёл «Страдания юного Вертера» (издано в 1922 году) и «Годы странствий Вильгельма Мейстера» для предполагавшегося собрания сочинений Гёте (напечатано не было), а также «Утраченные иллюзии» Бальзака, напечатанные лишь в 1930 году. В 1920-е годы был одним из основных переводчиков иностранной художественной прозы для петроградского издательства «Сеятель» Е. В. Высоцкого, затем работал переводчиком и редактором художественной прозы ленинградского издательства «Время». Состоял членом «Дома литераторов» до его ликвидации.
Был героем «Четвёртой прозы» Осипа Мандельштама (упоминается в связи с так называемым «банковским делом» (апрель — май 1928 года), по которому был приговорён к расстрелу родной дядя И. Б. Мандельштама Лев Исаевич Гурвич).
В конце 1920-х годов стал штатным редактором технического издательства «Кубуч». В 1926 году вышла его монография «Электродвигатели», в 1929 году — «Болезни электрических машин» (М.—Л.: Госиздат, 1929), переиздававшаяся госиздатом в 1930 и 1931 годах. На протяжении 1920—1930-х годов активно занимался переводами технической (главным образом электротехнической) литературы для Госиздата и других издательств. В конце 1934 года после большого перерыва получил заказ от Ленинградского отделения Государственного издательства художественной литературы (ГИХЛ) на перевод «Вильгельма Телля» и «Дон Карлоса» для однотомного издания избранных произведений Шиллера.
Повторно арестован в марте 1935 года в связи с замужеством и выездом из страны его падчерицы Евгении Пайерлс, в административном порядке выслан с женой и младшей дочерью Ниной Каннегисер в Уфу сроком на пять лет. Из-за прогрессирующего эндоартериита нижних конечностей был ограничен в передвижении. Здесь занялся переводами Шекспира (английский язык он выучил самостоятельно по учебным пособиям), эти довоенные переводы (за исключением «Короля Генриха VIII») были включены А. А. Смирновым в третий том собрания сочинений Шекспира, вышедший в Государственном издательстве детской литературы в 1940 году (переводчиком всех трёх пьес был указан племянник И. Б. Мандельштама — востоковед Борис Давидович Левин). Перевод «Короля Генриха VIII» вошёл в четвёртый том этого собрания сочинений без указания переводчика; перевод «Дон Карлоса, инфанта Испанского» без указания переводчика вошёл в третий том собрания сочинений Шиллера (М.—Л.: Academia, 1937). Издание «Уриэля Акосты» Карла Гуцкова осталось неосуществлённым, так как Мандельштам работал без предварительных договоров и издательство приняло к публикации другой перевод.
В 1938 году был арестован в третий раз, осуждён 23 марта того же года и находился в заключении в исправительно-трудовом лагере Соликамбумстрой до 1941 года (работал инженером), затем — в ссылках в Осташкове, в военные годы в Мелекессе, с 1946 года в Малоярославце (в ссылке за ним следовала жена). В тюрьме заболел туберкулёзом, а весной 1945 года перенёс его тяжёлое обострение. В заключении по памяти переводил на немецкий язык стихотворения А. С. Пушкина («Гимн чуме», монолог Скупого рыцаря, монолог Сальери, «Пророка», «Три ключа», «На холмах Грузии» и некоторые другие), уже в ссылке перевёл или доработал «Макбета», «Отелло», «Короля Лира», «Ричарда II», вторую часть «Генриха IV» Шекспира, «Тассо», «Рейнеке-Лиса», "Германа и «Доротею» Гёте; закончил начатые в Уфимской тюрьме переводы на немецкий язык «Скупого Рыцаря», «Пира во время чумы», «Моцарта и Сальери», перевёл «Сцены из рыцарских времён» и «Каменного гостя», а также отдельные стихотворения Пушкина, цикл стихов Гюго «Страшный год», продолжал переводить лирику Гейне. В Малоярославце ему удалось получить заказы на новые переводы технической литературы, а также на перевод «Перикла» Шекспира, который был опубликован в седьмом томе изданного Ленгосиздатом собрания сочинений в 1949 году. Были приняты к переизданию переводы «Венецианского купца» и «Юлия Цезаря» (впервые под его собственным именем), напечатан немецкий перевод «Пира во время чумы» (в «Puschkin Ausgewählte Werke» в 4-х томах, М.: Издательство литературы на иностранных языках — Moskau: Verlag für fremdsprachige Literatur, 1949). Для готовящегося переиздания пьес Мольера перевёл «Тартюфа» и «Школу для мужей», но после внезапной смерти составителя и редактора Б. Х. Черняка издание Мольера затянулось и эти переводы в него в связи с последующими событиями войти уже не могли («Тартюф» был напечатан Отделом распространения ВААП и шёл на сценах провинциальных театров).
В марте 1951 года — снова арестован, провёл почти восемь месяцев в тюрьме в Калуге, 20 октября того же года осуждён на 10 лет ссылки; находился с женой в ссылке в Михайловке Джамбульской области. Посильную помощь ему оказывали А. М. Арго (с которым он по переписке перевёл для Гослитиздата «Театр Клары Гасуль» Проспера Мериме) и Е. Г. Геркен (с которым он перевёл «Дело о Кренкебиле» Анатоля Франса и ещё несколько пьес, опубликованных Отделом распространения ВААП и оплачиваемых поспектакльно). В 1953 году срок ссылки был сокращён до пяти лет, с освобождением в марте 1956 года. В конце 1953 года умерла его жена Мария Абрамовна Мандельштам, а в мае 1954 года ему было разрешено переехать в Алма-Ату (где поселилась его падчерица Нина). Умер 29 июня того же года в Алма-Ате. Последним его неоконченным переводом стала пьеса Кальдерона «Громкая тайна». В связи с последним арестом, ряд переводов остались неопубликованными. Реабилитирован посмертно 1 декабря 1962 года.

## Семья
- Дядя — историк русской литературы и лингвист Иосиф Емельянович Мандельштам.
- Двоюродные братья и сёстры — биолог Александр Гаврилович Гурвич (бывший также его самым близким другом); нефтехимик Лев Гаврилович Гурвич (1871—1926); поэтесса Рахель (Рахиль Исаевна Блювштейн); музыкальный педагог и пианистка Вера Исаевна Диллон (жена дирижёра У. М. Гольдштейна, мать пианистки Эллы Гольдштейн); музыкальный педагог Людвиг Иосифович Фаненштиль (1886—1956), профессор Харьковской консерватории, один из создателей харьковской пианистической школы; композитор, музыковед, камерная певица Валентина Иосифовна Рамм (урождённая Фаненштиль, 1888—1968). Троюродный брат — физик Л. И. Мандельштам.
- Жена (с 1912 года) — Мария Абрамовна Левина (?—1953). Приёмные дочери (от первого брака жены с его двоюродным братом, врачом-гинекологом Николаем Самуиловичем Каннегисером, 1866—1909)[15] — Евгения Пайерлс (1908—1986, жена физика Рудольфа Пайерлса) и Нина (1910—1982, научный сотрудник Ленинградского филиала Всесоюзного института экспериментальной медицины)[16]. Брат жены — присяжный поверенный Давид Абрамович Левин (1863—?), журналист, редактор и издатель[17].
- У И. Б. Мандельштама были брат Леонид (?—1941) и сестра Елена (в замужестве Блох), которая была замужем за своим двоюродным братом Александром Абрамовичем Блохом.

## Публикации

### Книги
- Вильгельм Вейтлинг (1808—1871). Биографический очерк. СПб: Молот, 1906. — 39 с.
- Альманах новинок иностранной литературы. Под редакцией И. Б. Мандельштама. Петроград: Мысль, 1923. — 400 с.
- Электродвигатели. Л.: Издательство Северо-Западного промбюро ВСНХ, 1926. — 70 с.
- Болезни электрических машин. М.—Л.: Государственное издательство, 1929; 3-е издание — там же, 1931. — 121 с.

### Переводы технической литературы
- Эрнест Кустэ. Электричество. Пер. И. Б. Мандельштама. Л.—М.: Петроград, 1925.
- Э. Розенберг. Электротехника сильных токов в общедоступном изложении. Пер. И. Б. Мандельштама. Л.—М.: Государственное издательство, 1925.
- Карл Лаудиен. Электротехника сильных токов. Пер. с нем. И. Б. Мандельштама. Л.: Издательство Северо-Западного промбюро ВСНХ, 1926.
- Конрад Грун. Электротехнические измерительные приборы. Перевод И. Б. Мандельштама. М.: Гостехиздат, 1927; 2-е издание — там же, 1932.
- Ф. Саллингер. Задачник по технике сильных токов. Пер. с немецк. И. Б. Мандельштама. М.: Государственное техническое издательство, 1927; 2-е издание — рам же, 1931.
- Виллибальд Фурман. Коэффициент мощности в установках переменного тока. Пер. с нем. И. Б. Мандельштама. Л.: Издательство Северо-Западного промбюро ВСНХ, 1927.
- Ганс Гюнтер. Электротехника для всех. Перевод И. Б. Мандельштама. Л.: Издательство Северо-Западного промбюро ВСНХ, 1926—1927; 2-е издание — М.: Техника и производство, 1928; 3-е издание. М.—Л.: Государственное научно-техническое издательство, 1931.
- Георг Клингенберг. Сооружение крупных электростанций: Учебное пособие. Перевод И. Б. Мандельштама. Л.: Издательство Северо-Западного промбюро ВСНХ, 1927; 2-е издание. Л.: Техника и производство, 1929.
- Иоахим Тейхмюллер. Коммутационные схемы электроустановок сильного тока. Пер. И. Б. Мандельштама. Л.: Техника и производство, 1929.
- Рейхольд Рюденберг. Токи короткого замыкания в практике эксплуатации крупных электростанций. Пер. с нем. И. Б. Мандельштама. Л.: Государственное техническое издательство, 1930.
- Арнольд Рот. Техника высоких напряжений. Перевод. И. Б. Мандельштама. М.: Государственное издательство, 1930.
- Фриц Гоппе. Проектирование небольших электрических станций и сетей. Перевод И. Б. Мандельштама. Л.: Гостехиздат, 1930.
- Ш.-Л. Дюваль, Ж.-Л. Рутэн. Гидроэлектрические станции. Перевод И. Б. Мандельштама. Л.: Гостехиздат, 1930.
- Теодор Штейн. Регулирование и выравнивание в паровых установках. Перевод И. Б. Мандельштама. М.—Л.: Госнаучтехиздат: ОГИЗ, 1931.
- Ганс Бальке. Рационализация теплового хозяйства (Техника утилизации отработавшего тепла). Пер. с нем. И. Б. Мандельштама. М.—Л,: Государственное научно-техническое издательство, 1931.
- Милан Видман. Трансформаторы. Перевод И. Б. Мандельштама. М.—Л.: : Госнаучтехиздат, 1931.
- Эмиль Козак. Электротехника сильных токов: Машины, приборы, схемы соединений, эксплоатация. Перевод инженера-электрика И. Б. Мандельштама. 2-е издание. Л.: Кубуч, 1932.
- Андреас Гемант. Электрофизика изолирующих материалов. Перевод И. Б. Мандельштама. Л.: Кубуч, 1932.
- Герберт Кизер. Электрическая передача энергии. Перевод И. Б. Мандельштама. Л.: Кубуч, 1932.
- Оле Сиверт Брагстад. Теория машин переменного тока с введением в теорию установившихся переменных токов. Учебное пособие для вузов. Перевод И. Б. Мандельштама. Л.: Кубуч, 1933.
- Константин Цитеман. Расчёт и конструкция паровых турбин. Пер. с нем. И. Б. Мандельштама. Л.—М.: Энергоиздат, 1933.
- Франклин Пунга. Проектирование электромашин: Лекции, читанные в Дармштадтском высшем техническом училище в 1931 году. Перевод И. Б. Мандельштама. Л., 1934.
- Константин Цитеман. Задачник по термодинамике. Перевод И. Б. Мандельштама. Л.: Энергоиздат, 1934.
- А. Томэлен. Краткий учебник электротехники: Учебник для втузов. Перевод И. Б. Мандельштама. Л.: ОНТИ Кубуч, 1934.
- Кларенс Фельдман. Расчёт электрических сетей в теории и на практике : Учебное пособие для втузов. Перевод И. Б. Мандельштама. Л.: Кубуч, 1934.
- Леруа А. Маккол. Основы теории сервомеханизмов. Перевод И. Б. Мандельштама. М.: Издательство иностранной литературы, 1947.

### Переводы художественной литературы
- Адольф Фёдоров. Жажда жизни: Драма в 3 д. Пер. с нем. И. Б. Мандельштам. М.: Товарищество скоропечатни А. А. Левенсон, 1901; Ежегодник Императорских театров (приложение), СПб: Издание дирекции Императорских театров, 1902.
- Анатоль Франс. Взгляды аббата Жерома Куаняра. Пер. с франц. И. Б. Мандельштама. 2-е издание. М.: Универсальная библиотека, 1918.
- Иоганн Вольфганг Гёте. Страдания юного Вертера: Роман. Пер. И. Б. Мандельштама, редакция и предисловие А. Г. Горнфельда. Петроград—Москва: Государственное издательство, 1922.
- Анатоль Франс. Преступление Сильвестра Боннара, члена Института. Пер. И. Б. Мандельштам. Петроград: Книжный угол, 1923.
- Анатоль Франс. Иокаста и Тощий кот. Пер. И. Б. Мандельштама. Петроград: Атеней, 1923.
- Анатоль Франс. Жизнь в цвету. Пер. Д. М. Горфинкеля под ред. И. Б. Мандельштама. Петроград: Атеней, 1923.
- Жюль Ромен. Одна из смертей. Пер. И. Б. Мандельштама. Петроград: Атеней, 1923.
- Тысяча и одна ночь. Арабские сказки. Перевод и предисловие И. Б. Мандельштама. М.—Пг: Государственное издательство, 1923.
- Артур Шницлер. Казанова в спа, или сёстры. Комедия в стихах в 3-х действиях. М.—Пг: Государственное издательство, 1923.
- Клод Фаррер. Рассказы. Пер. с франц. И. Мандельштам. Петроград: Книжный угол, 1923.
- Клод Фаррер. Необычайное похождение Ахмета-Паши Джемалэддина, пирата, адмирала, испанского гранда и маркиза. Пер. И. Б. Мандельштама. Петроград: Мысль, 1923.
- Артур де Гобино. Кандагарские любовники. Пер. с франц. И. Б. Мандельштам. Петроград: Книжный угол, 1923.
- Стефан Цвейг. Легенда одной жизни: Пьеса в 3 д.. Пер. И. Б. Мандельштама. Предисл. А. Г. Горнфельда. М.—Петроград: Государственное издательство, 1923.
- Артур Конан Дойль. Мир в столбняке. Л.: Товарищество издательского и печатного дела «А. Ф. Маркс», 1924.
- Поль Бурже. Тюрьма (роман). Пер. с франц. И. Б. Мандельштама. Л.—М.: Петроград, 1924.
- Антуан Альбала. Искусство писателя. Перевод с французского И. Б. Мандельштама; с предисловием А. Г. Горнфельда. Петроград: «Сеятель» Е. В. Высоцкого, 1924.
- Ж. К. Гюисманс. Марта: История падшей. Пер. с фр. И. Б. Мандельштама. Л.: «Сеятель» Е. В. Высоцкого, 1924.
- Жером и Жан Таро. В будущем году в Иерусалиме! (роман). Пер. с фр. И. Б. Мандельштама. Л.: Время, 1924.
- Оноре де Бальзак. Гобсек. Пер. с фр. И. Б. Мандельштама. Пг.—М.: Книжный угол, 1924.
- Якоб Вассерман. Перуанское золото. Пер. И. Б. Мандельштам. Л.: Атеней, 1924.
- Фердинанд Дюшен. Тамилла: Роман. Пер. с франц. И. Б. Мандельштама. Петроград: Мысль, 1924.
- Анатоль Франс. Иокаста. Пер. И. Б. Мандельштама. Л.: «Сеятель» Е. В. Высоцкого, 1925.
- Анатоль Франс. Таис: Роман. Пер. с франц. И. Б. Мандельштама. Л.: «Сеятель» Е. В. Высоцкого, 1925.
- Артур Шницлер. Барышня Эльза. Пер. И. Б. Мандельштама. Л.: «Сеятель» Е. В. Высоцкого, 1925.
- Оноре де Бальзак. Полковник Шабэр. Пер. с фр. И. Б. Мандельштама. Л.: Сеятель, 1925.
- Якоб Вассерман. Человек с гусями: Роман. Пер. с нем. И. Б. Мандельштама. Л.—М.: Петроград, 1925.
- Лео Перуц. Мастер страшного суда: Роман. Пер. с нем. И. Б. Мандельштама. Л.—М.: Петроград, 1925.
- Лео Перуц. Парикмахер Тюрлюпэн: Роман. Пер. с нем. И. Б. Мандельштама. Л.: «Сеятель» Е. В. Высоцкого, 1925.
- Марсель Ле-Гофф. Анатоль Франс в годы 1914—1924: Беседы и воспоминания. Пер. с франц. И. Б. Мандельштама. Л.: Время, 1925.
- Гергарт Гауптман. Остров великой матери или Чудо на Иль-де-дам: Роман. Пер. с нем. И. Б. Мандельштама. Л.: Время, 1925.
- Жан-Жак Бруссон. Анатоль Франс в халате. Пер. с франц. И. Б. Мандельштама. Л.: Время, 1925.
- Бернхард Келлерман. Братья Шелленберг: Роман. Пер. с нем. И. Б. Мандельштама. Л.—М.: Петроград, 1926.
- Оноре де Бальзак. Бальзак Ведьма. Пер. с фр. И. Б. Мандельштама. Л.: Сеятель, 1926.
- Пьер Милль. Китайцы; Слепой. Пер. с франц. И. Б. Мандельштама. Л.: «Сеятель» Е. В. Высоцкого, 1926.
- Пьер Милль. Мамонт: Рассказы. Пер. с франц. И. Б. Мандельштама. М.—Л.: Государственное издательство, 1926.
- Проспер Мериме. Коломба. Пер. с франц. И. Б. Мандельштама. Л.: Сеятель, 1926.
- Клод Тилье. Мой дядя Бенжамэн. Перевод И. Б. Мандельштама. Л.: Сеятель, 1926.
- Антуан Прево. История Манон Леско и кавалера де Грие. Л.: Сеятель, 1926.
- Анри Мюрже. Сцены из жизни Богемы. Перевод И. Б. Мандельштама. Л.: Сеятель, 1926.
- Бернхард Келлерман. Событие в жизни Шведенклея. Перевод И. Б. Мандельштама. Л.: Сеятель, 1926.
- Анатоль Франс. Съестная лавка королевы Гусиные Лапки. Пер. с франц. И. Б. Мандельштама. 2-е издание. М.—Л.: Петроград, 1927.
- Гастон Шеро. Валентина Пако: Роман. Пер. с франц. И. Б. Мандельштама. Л.—М.: Книга, 1927.
- Артур Шницлер. Игра на рассвете. Пер. с немецк. И. Б. Мандельштама. Л.: Время, 1927.
- Лео Перуц. Мастер страшного суда: Роман. Пер. с нем. И. Б. Мандельштама. Л.: Прибой, 1927.
- Лео Перуц. Прыжок в неизвестное: Роман. Л.: Государственное издательство, 1927.
- Якоб Вассерман. Восстание из-за юноши Эрнста: Роман. Пер. с немецк. под ред. И. Б. Мандельштама. Л.: Время, 1927.
- Оноре де Бальзак. Эжени Гранде: Роман. Пер. с фр. И. Б. Мандельштама. Л.: Прибой, 1927.
- Анатоль Франс. Тощий кот. Перевод И. Б. Мандельштама. Л.: Время, 1928.
- Оноре де Бальзак. Цезарь Бирото: Роман. Пер. с фр. И. Б. Мандельштама. Л.: Прибой, 1928.
- Якоб Вассерман. Руфь: Роман. Пер. И. Б. Мандельштама. Л.: Красная газета, 1929.
- Якоб Вассерман. Ева: Роман. Пер. с нем. И. Б. Мандельштама. Л.: Красная газета, 1929.
- Оноре де Бальзак. Дочь Евы. Пер. с фр. И. Б. Мандельштама. Л.: Красная газета, 1930.
- Оноре де Бальзак. Старик Горио. Пер. И. Б. Мандельштама. Л.: Красная газета, 1930; М.—Л., Детгиз, 1946; Рига: Латгосиздат, 1949; М.—Л., Детгиз, 1950.
- Оноре де Бальзак. Утраченные иллюзии. Пер. И. Б. Мандельштама. Л.: Academia, 1930.
- Эжен Фромантен. Доминик. Перевод с французского И. Б. Мандельштама. С вступительной статьёй А. Г. Горнфельда. Л.: Academia, 1930.
- Жюль Ромен. Шестое октября. Роман. Перевод М. Б. Мандельштама. Л.: Время, 1933.
- Жюль Ромен. Детская любовь. Роман. Перевод И. Б. Мандельштама. Л.: Время, 1933.
- Жюль Ромен. Парижский Эрос. Роман. Перевод И. Б. Мандельштама. Л.: Время, 1933.
- Жюль Ромен. Люди доброй воли. Перевод И. Б. Мандельштама. Л.: Время, 1933.
- Гюстав Флобер. Бувар и Пекюше. Собрание сохинений т. 6. Перевод И. Б. Мандельштама. Л.: Время, 1934.
- Бернхард Келлерман. Избранные сочинения. Под общ. ред. Д. М. Горфинкеля. Л.: Художественная литература, 1935.
- Вильям Шекспир. Избранные произведения. М.—Л.: Государственное издательство художественной литературы, 1954.
- Артур Конан Дойль. Затерянный пояс. Пер. И. Б. Мандельштама (1924). Киев: Издательство ЦК ЛКСМУ «Молодь», 1956.
- Бернхард Келлерман. Братья Шелленберг (роман). Пер. с нем. И. Б. Мандельштама. Петрозаводск: Госиздат Карельской АССР, 1957; М.: Правда, 1983.
- Лео Перуц. Мастер Страшного суда (роман). Пер. с нем. И. Б. Мандельштама. М.: Книга и бизнес, 1992.
- Лео Перуц. Шведский Всадник и другие магические романы. Пер. с нем. И. Б. Мандельштама. Екатеринбург: Издательство Уральского университета, 1998.

## Галерея
- И. Б. Мандельштам с женой и дочерьми на свадьбе Жени и Рудольфа Пайерлсов (Ленинград, 1931)
- Фотопортрет И. Б. Мандельштама